# Скачко Микола Артемович
Микола Артемович Скачко (1911, місто Макіївка, тепер Донецької області — 15 вересня 1984, місто Київ) — український радянський діяч, голова Державного комітету Ради Міністрів УРСР по телебаченню і радіомовленню. Депутат Верховної Ради УРСР 9-го скликання. Кандидат у члени ЦК КПУ в лютому 1976 — лютому 1981 р.

## Біографія
У 1925—1929 роках — учень токаря, токар механічних майстерень Боківського, Першотравневого рудоуправлінь Луганського округу.
З 1929 року — токар Харківського заводу «Серп і Молот».
Освіта вища. Закінчив Харківський інститут радянської торгівлі.
З 1936 року — завідувач торгового відділу Жовтневого районного виконавчого комітету міста Харкова. Служив у Червоній армії.
Член ВКП(б) з 1938 року.
У 1939—1941 роках — старший викладач Харківського 1-го медичного інституту, завідувач відділу Орджонікідзевського районного комітету КП(б)У міста Харкова.
У 1941—1943 роках — начальник політичних відділів ряду машинно-тракторних станцій (МТС) у Чкаловській області РРФСР та Ворошиловградській області УРСР.
У 1943—1946 роках — відповідальний редактор, начальник Українського відділу Всесоюзного радіокомітету, заступник голови Комітету радіоінформації і радіомовлення при РМ Української РСР.
З 1946 по липень 1949 року — голова правління Українського Товариства культурних зв'язків із закордоном.
У липні 1949 — квітні 1953 року — голова Комітету радіоінформації при Раді Міністрів Української РСР.
У квітні 1953 — серпні 1954 року — начальник Головного управління радіоінформації Міністерства культури УРСР.
У серпні 1954 — вересні 1957 року — заступник міністра культури Української РСР. Одночасно в жовтні 1955 — вересні 1957 року — начальник Головного управління радіоінформації Міністерства культури УРСР.
У серпні 1957—1962 роках — голова Комітету по радіомовленню і телебаченню при РМ Української РСР. 13 грудня 1962 — 12 серпня 1970 року — голова Державного комітету Ради Міністрів УРСР по радіомовленню і телебаченню.
12 серпня 1970 — 9 лютого 1978 року — голова Державного комітету Ради Міністрів УРСР по телебаченню і радіомовленню.
Потім — персональний пенсіонер союзного значення. Помер 15 вересня 1984 року в місті Києві.

## Нагороди
- два ордени Трудового Червоного Прапора (4.05.1962)
- медалі
- Почесна грамота Президії Верховної Ради Української РСР (3.02.1978)